# Smolenská válka
Smolenská válka, nebo rusko–polská válka (1632–1634) byl vojenský konflikt mezi Ruským carstvím a polsko-litevskou Republikou obou národů. Carské Rusko se pokoušelo válkou navrátit kontrolu nad Smolenskem a přilehlými kraji, které polsko-litevský stát získal v předešlé rusko–polské válce (1609–1618). Válka probíhala v kontextu ruské zahraniční politiky 16.–17. století, která byla zaměřena na řešení tří úkolů: připojení západoruských zemí, zabezpečení přístupu k Baltskému a Černému moři a zajištění bezpečnosti jižních hranic od nájezdů Krymského chanátu. Před válkou se Rusko pokoušelo získat na svou stranu Švédsko a Osmanskou říši, ale neuspělo a muselo bojovat bez spojenců.
Válka skončila bez podstatných územních změn Poljanovským mírem, v němž Rusko vyplatilo odškodnění 20 tisíc rublů a polský král se vzdal titulu ruského cara a nároku na ruský trůn.